# Nassy-Gando
 (février 2023).
Nassy-Gando est l'un des vingt villages de l'arrondissement de Guinagourou, commune de Pèrèrè dans le département du Borgou au Nord-Est du Bénin.

## Géographie

### Localisation
Nassy-Gando est situé dans l'arrondissement de Guinagourou, dans la commune de Pèrèrè.

## Histoire
Nassy-Gando est une subdivision administrative béninoise. Dans le cadre de la décentralisation au Bénin, il devient officiellement l'un des 61 villages de la commune de Pèrèrè, le 27 mai 2013, après la délibération et adoption par l'Assemblée nationale du Bénin. Ceci se déroule lors de la séance du 15 février 2013 de la loi N° 2013-O5 du 15/02/2013 portant création, organisation, attributions et fonctionnement des unités administratives locales en République du Bénin,.